# Mac Mall
Mac Mall, pseudonimo di Jamal Rocker (Vallejo, 14 giugno 1975), è un rapper statunitense della West Coast che guadagnò gran parte della sua fama attorno alla metà degli anni 1990 in quanto fu uno degli artisti della Bay Area che portarono San Francisco sulla scena rap.

## Biografia
Collaborò con molti altri rapper dalla West Coast come Ray Luv, Mac dre, E-40, Dubee, Young Lay, Big Syke, Killa Tay, Yukmouth, Mc Hammer e anche con 2Pac. Fece anche delle collaborazioni con produttori della Bay Area come Rick Rock, Ant Banks, Mike Mosley e Khyaree.
Uno dei primi lavori di Mac Mall fu una canzone chiamata "Ghetto Theme", con tanto di video diretto da Tupac Shakur nel 1993. Fu anche un amico di vecchia data di Mac Dre, che all'inizio della sua carriera gli fece da mentore due anni prima della morte di Mac Dre. Fu uno dei primi artisti dell'etichetta Thizz Entertainment fondata da Dre. Mac Mall è anche cugino di E-40 e B-Legit.

## Discografia
- 1993: Illegal Business?
- 1996: Untouchable
- 1999: Illegal Business? 2000
- 1999: Mallennium
- 2001: Immaculate
- 2002: Mackin Speaks Louder Than Words
- 2004: The Macuscripts, Vol. 1
- 2004: Illegal Game
- 2005: The Macuscripts, Vol. 2
- 2005: The Macuscripts, Vol. 3
- 2005: The Macuscripts, Vol. 4
- 2005: Da U.S. Open (With Mac Dre)
- 2006: Thizziana Stoned And The Temple of Shrooms